# Graphis subvirginea
Graphis subvirginea är en lavart som beskrevs av Nyl. Graphis subvirginea ingår i släktet Graphis och familjen Graphidaceae.   Inga underarter finns listade i Catalogue of Life.